# Janna Van Heertum
Janna Beth Van Heertum (* 26. Juli 1985 in New York) ist eine US-amerikanische Schauspielerin und Synchronsprecherin.

## Leben
Van Heertum wurde am 26. Juli 1985 im US-Bundesstaat New York geboren. Sie machte ihren Bachelor of Arts in Theater, Film und Medien am Hunter College. Ab Mitte der 2000er Jahre lebte sie in Los Angeles, ehe sie nach gut zehn Jahren dort im Frühjahr 2017 nach Kansas City zog.
Sie debütierte 2006 in einer Episode der Fernsehserie Six Degrees als Fernsehschauspielerin. Im Folgejahr erhielt sie Episodenrollen in den Fernsehserien Criminal Intent – Verbrechen im Visier, Passions, Side Order of Life und Alle hassen Chris. Von 2010 bis 2011 stellte sie in elf Episoden der Fernsehserie Casual: The Series die Rolle der Katie dar. 2011 verkörperte sie außerdem in der Fernsehserie The Cynical Life of Harper Hall die wiederkehrende Rolle der Jessica. 2014 übernahm sie in der Filmproduktion Alpha House die Rolle der Jessica. Größere Rollen hatte sie 2016 im Fernsehfilm Hintergangen und 2017 in High Low Forty inne.

## Filmografie (Auswahl)
- 2006: Six Degrees (Fernsehserie, Episode 1x02)
- 2007: Criminal Intent – Verbrechen im Visier (Law & Order: Criminal Intent, Fernsehserie, Episode 6x12)
- 2007: Passions (Fernsehserie, Episode 1x1968)
- 2007: Side Order of Life (Fernsehserie, Episode 1x05)
- 2008: Alle hassen Chris (Everybody Hates Chris, Fernsehserie, Episode 3x17)
- 2008: Cat City
- 2008: Hackett (Fernsehfilm)
- 2009: Crank 2: High Voltage (Crank: High Voltage)
- 2009: Shooting Puppies (Kurzfilm)
- 2009: The Indies (Kurzfilm)
- 2009: Unchained Melody
- 2010: Elle: Sing für Deinen Traum (Elle: A Modern Cinderella Tale)
- 2010: Life-ers (Fernsehfilm)
- 2010: Game Night (Fernsehserie, Episode 2x02)
- 2010: The Rock (Kurzfilm)
- 2010–2011: Casual: The Series (Fernsehserie, 11 Episoden)
- 2011: The Bro Show (Kurzfilm)
- 2011: The Cynical Life of Harper Hall (Fernsehserie, 3 Episoden)
- 2011: Monsterpiece Theatre Volume 1
- 2012: Dark Highway
- 2012: The Flip Side (Bar) (Kurzfilm)
- 2012: The Flip Side (Dating) (Kurzfilm)
- 2012: Tosh.0 (Fernsehserie, Episode 4x05)
- 2012: She Wants Me
- 2012: Get Cindy (Kurzfilm)
- 2012: Tales of the Frontier (Fernsehserie, Episode 1x14)
- 2012: Massholes (Fernsehserie, Episode 1x09)
- 2012: UNmatchable (Fernsehserie, Episode 1x01)
- 2012–2013: The Flip Side (Fernsehserie, 9 Episoden)
- 2013: The Real Housewives of Orange County 20 Years Earlier (Kurzfilm)
- 2013: Over Analyzing Texts (Kurzfilm)
- 2013: BK Comedy Series (Fernsehserie, Episode 3x03)
- 2013: Abstraction
- 2013: Shark Bites (Fernsehserie, Episode 1x01)
- 2013: FU Adam Carolla (Fernsehfilm)
- 2013: The Buddy System (Fernsehfilm)
- 2014: New Girl (Fernsehserie, 2 Episoden)
- 2014: Alpha House
- 2015: Tabloid (Fernsehdokuserie, Episode 2x09)
- 2016: Hintergangen (Backstabbed, Fernsehfilm)
- 2017: High Low Forty

## Synchronisationen (Auswahl)
- 2008: CSI: Crime Scene Investigation (Computerspiel)